# Gustav Sandkvist
Gustav Sandkvist, född 9 juni 1964, är en svensk före detta professionell ishockeymålvakt.
Han har spelat landskamper för Sveriges U16- och U18-landslag.